# Brug bij Herentals-Olen
De brug bij Herentals-Olen is een boogbrug over het Albertkanaal in de Belgische gemeente Herentals. De brug maakt deel uit van de gewestweg N152.